# Chikao Ohtsuka
Chikao Ohtsuka (5. juli 1929 - 15. januar 2015) var en japansk tegnefilmsdubber. Han var kendt som stemmen bag Dr. Eggman i Sonic-universet, Taopaipai i Dragon Ball, Apocalymon i Digimon, Kaptajn Klo og Master Xehanort i Kingdom Hearts-spillende.